# Аньяма, Шарлемань
Шарлемань Аньяма (фр. Charlemagne Anyamah; род. 23 января 1938, Ле-Ламантен) — марокканский и французский легкоатлет, выступавший в беге на короткие дистанции и десятиборье. Участник летних Олимпийских игр 1968 года.

## Биография
Шарлемань Аньяма родился 23 января 1938 года во французском городе Ле-Ламантен на Мартинике.
Выступал в легкоатлетических соревнованиях за «Экс-ле-Бен», «Дофин» из Савойи и «Гренобль». Дважды становился чемпионом Франции в десятиборье (1968—1969).
В 1963 году, выступая за Марокко, стал бронзовым призёром Средиземноморских игр в Неаполе в эстафете 4х100 метров.
В 1965—1978 годах 15 раз выступал за сборную Франции на международных соревнованиях.
В 1968 году вошёл в состав сборной Франции на летних Олимпийских играх в Мехико. В десятиборье не завершил соревнования, выбыв после седьмой дисциплины — метания диска.

## Личный рекорд
- Десятиборье — 7275 (1969)[1]